# Київська команда
Київська команда — політична організація, була представлена в Київській міській раді 8 скликання депутатською групою із 17 депутатів. Утворена 13 вересня 2018 року більшістю членів колишньої фракції політичної партії «Об'єднання „Самопоміч“» в Київраді.
Головою депутатської групи є Гусовський Сергій Михайлович. Також до складу депутатської групи «Київська команда» входять Леонід Антонєнко, Сергій Башлаков, Людмила Березницька, Ольга Балицька, Костянтин Богатов, Максим Борозенець, Вадим Васильчук, Юрій Вахель, Юлія Лобан, Олег Макаров, Андрій Осадчук, Олексій Руденко, Ганна Сандалова, Андрій Таранов, Сергій Харчук, Наталія Шульга.

## Історія
Утворення депутатської групи у вересні 2018 року стало наслідком внутрішньопартійного конфлікту в політичній партії «Об'єднання „Самопоміч“».
Після виключення 6 вересня з лав партії 4 членів фракції (Сергія Гусовського, Олексія Руденка, Сергія Харчука та Вадима Васильчука), відбулося позачергове засідання фракції, де 18 із 19 присутніх членів підтримали рішення про саморозпуск, на знак того, що команда не сприймає такі дії партії, заперечує звинувачення, та вбачає неможливим в подальшому бути частиною «Самопомочі».
13 вересня в Київській міській раді оголошено про створення нової депутатської групи «Київська команда», до складу якої увійшли 17 із 22 депутатів розпущеної фракції «Об'єднання Самопоміч».

## Основні пріоритети в роботі
Київська команда як депутатська група в Київраді декларує боротьбу за такі питання Києва:
- Створення музею на Поштовій площі, де в часі будівництва ТРЦ археологи знайшли цілий культурний шар часів Київської Русі XI—XVII століть.
- Бюджетний регламент — запровадження нових прозорих правил утворення та контролю бюджету міста[6]
- Створення екопарку «Осокорки» на місці незаконного, на думку громади, будівництва масиву «Патріотика на Озерах» в Дарницькому районі столиці.[7]
- Відновлення нижчої ланки місцевого самоврядування — районних рад в місті Києві, які були ліквідовані рішенням Віктора Януковича в 2010 році.